# Collegio uninominale Emilia-Romagna - 03 (Senato della Repubblica 2020)
Il collegio elettorale uninominale Emilia-Romagna - 03 è un collegio elettorale uninominale della Repubblica Italiana per l'elezione del Senato della Repubblica.

## Territorio
Come previsto dalla legge n. 51 del 27 maggio 2019, il collegio è stato definito tramite decreto legislativo all'interno della circoscrizione Emilia-Romagna.
È formato dal territorio di 7 comuni della provincia di Modena: Castelvetro di Modena, Guiglia, Marano sul Panaro, Savignano sul Panaro, Spilamberto, Vignola e Zocca e da 53 comuni della città metropolitana di Bologna: Alto Reno Terme, Anzola dell'Emilia, Argelato, Baricella, Bentivoglio, Bologna, Borgo Tossignano, Budrio, Calderara di Reno, Camugnano, Casalecchio di Reno, Casalfiumanese, Castel d'Aiano, Castel del Rio, Castel di Casio, Castel Guelfo di Bologna, Castel Maggiore, Castel San Pietro Terme, Castello d'Argile, Castenaso, Castiglione dei Pepoli, Crevalcore, Dozza, Fontanelice, Galliera, Granarolo dell'Emilia, Grizzana Morandi, Imola, Loiano, Malalbergo, Marzabotto, Medicina, Minerbio, Molinella, Monghidoro, Monte San Pietro, Monterenzio, Monzuno, Mordano, Ozzano dell'Emilia, Pianoro, Pieve di Cento, Sala Bolognese, San Benedetto Val di Sambro, San Giorgio di Piano, San Giovanni in Persiceto, San Lazzaro di Savena, San Pietro in Casale, Sant'Agata Bolognese, Sasso Marconi, Valsamoggia, Vergato e Zola Predosa.
Il collegio è parte del collegio plurinominale Emilia-Romagna - 02.

## Eletti
| Elezione | Elezione | Senatore               | Partito                |
| -------- | -------- | ---------------------- | ---------------------- |
|          | 2022     | Pier Ferdinando Casini | Centristi per l'Europa |

## Dati elettorali

### XIX legislatura
Come previsto dalla legge elettorale, 74 senatori sono eletti con sistema a maggioranza relativa in altrettanti collegi uninominali a turno unico.
| Candidati                                 | Candidati                        | Voti    | %     | Liste                                                | Voti    | %     |
| ----------------------------------------- | -------------------------------- | ------- | ----- | ---------------------------------------------------- | ------- | ----- |
|                                           | Pier Ferdinando Casini ✔️ Eletto | 232 092 | 40,07 | Partito Democratico-IDP                              | 173 500 | 29,95 |
| Alleanza Verdi e Sinistra                 | Pier Ferdinando Casini ✔️ Eletto | 232 092 | 40,07 | 34 983                                               | 6,04    |       |
| +Europa                                   | Pier Ferdinando Casini ✔️ Eletto | 232 092 | 40,07 | 21 780                                               | 3,76    |       |
| Impegno Civico - Centro Democratico       | Pier Ferdinando Casini ✔️ Eletto | 232 092 | 40,07 | 1 829                                                | 0,32    |       |
|                                           | Vittorio Sgarbi                  | 187 206 | 32,32 | Fratelli d'Italia                                    | 125 736 | 21,71 |
| Lega per Salvini Premier                  | Vittorio Sgarbi                  | 187 206 | 32,32 | 33 664                                               | 5,81    |       |
| Forza Italia                              | Vittorio Sgarbi                  | 187 206 | 32,32 | 25 147                                               | 4,34    |       |
| Noi moderati/Lupi - Toti - Brugnaro - UDC | Vittorio Sgarbi                  | 187 206 | 32,32 | 2 659                                                | 0,46    |       |
|                                           | Fabio Selleri                    | 62 930  | 10,86 | Movimento 5 Stelle                                   | 62 930  | 10,86 |
|                                           | Marco Lombardo                   | 54 244  | 9,36  | Azione - Italia Viva - Calenda                       | 54 244  | 9,36  |
|                                           | Oddo Odorici                     | 13 491  | 2,33  | Unione Popolare                                      | 13 491  | 2,33  |
|                                           | Daniele Mattei                   | 9 297   | 1,60  | Italexit                                             | 9 297   | 1,60  |
|                                           | Riccardo Paccosi                 | 7 764   | 1,34  | Italia Sovrana e Popolare                            | 7 764   | 1,34  |
|                                           | Stefano Montanari                | 6 189   | 1,07  | Vita                                                 | 6 189   | 1,07  |
|                                           | Alessandro Capucci               | 3 688   | 0,64  | Partito Animalista Italiano – UCDL – 10 Volte Meglio | 3 688   | 0,64  |
|                                           | Maurizio Baldacci                | 1 295   | 0,22  | Alternativa per l'Italia (PdF - Exit)                | 1 295   | 0,22  |
|                                           | Bruno Savini                     | 675     | 0,12  | Destre Unite                                         | 675     | 0,12  |
|                                           | Gianni Catelani                  | 395     | 0,07  | Noi di Centro – Europeisti                           | 395     | 0,07  |
| Totale                                    | Totale                           | 579 266 | 100   |                                                      | 579 266 | 100   |
|                                           |                                  |         |       |                                                      |         |       |
| Voti non validi                           | Voti non validi                  | 21 795  | 3,63  |                                                      |         |       |
| Votanti                                   | Votanti                          | 601 061 | 73,91 |                                                      |         |       |
| Elettori                                  | Elettori                         | 813 205 |       |                                                      |         |       |